# The New Member of the Life Saving Crew
The New Member of the Life Saving Crew è un cortometraggio muto del 1912 diretto da Harold M. Shaw.

## Produzione
Il film fu prodotto dall'Edison Company.

## Distribuzione
Distribuito dalla General Film Company, il film - un cortometraggio in una bobina - uscì nelle sale cinematografiche statunitensi il 4 novembre 1912.